# Euchaetis glomerata
Euchaetis glomerata är en vinruteväxtart som beskrevs av Bartl. & Wendl. f.. Euchaetis glomerata ingår i släktet Euchaetis och familjen vinruteväxter. Inga underarter finns listade i Catalogue of Life.